# Ndudi Ebi
Ndudi Hamani Ebi (Londres, Inglaterra, 18 de junio de 1984) es un exjugador inglés de baloncesto. Aunque nació en Inglaterra, vivió durante varios años en la ciudad nigeriana de Enugu antes de instalarse junto a su familia en Houston, Texas. Jugó en la NBA sin haber competido previamente en el baloncesto universitario estadounidense. 

## Carrera

### Escuela secundaria
Ebi se formó en el Westbury Christian School, como sénior en la 2002-03 promedió 22.7 puntos, 11.6 rebotes y 3.4 tapones para liderar al equipo al título estatal TAPPS 4A. Además, como freshman y sophomore también logró el título estatal. Después de la temporada sénior, disputó el McDonald’s High School All-American Game, donde firmó 11 puntos y 5 rebotes, pero su equipo, el Oeste, perdió ante el Este por 122-107. En el Jordan Capital Classic firmó igualmente 11 puntos y 5 rebotes (además de 3 tapones) en la victoria del Silver team frente al Black team donde jugaba LeBron James.

### NBA
Cuando parecía que su destino estaba en la Universidad de Arizona se declaró elegible para el draft de 2003, donde fue elegido por Minnesota Timberwolves en el puesto 26 de 1.ª ronda. Ebi fue la 1.ª elección de Minnesota después del incidente de Joe Smith en el que sancionaron, entre otras cosas, a la franquicia con cinco años sin poder elegir en el draft.
En la temporada 2003-04 tan solo jugó 17 partidos y solo 1.9 minutos de media. En la temporada 2004-05 solo jugó los dos últimos partidos, en los que promedió 13.5 puntos y 8 rebotes. Para la temporada 2005-06 los Wolves intentaron enviar a Ebi a la NBDL, pero ahora la liga de desarrollo solo acepta jugadores con menos de dos años en la NBA. 
Minnesota cortó a Ebi el 1 de noviembre de 2005. Durante el verano de 2006, Dallas Mavericks lo fichó como agente libre, pero después de jugar 5 partidos de pretemporada en los que promedió 5.2 puntos, fue cortado.

### Otros
El 30 de septiembre de 2007, firmó con el club israelí Bnei HaSharon por una temporada. El 3 de agosto de 2008, firmó con el club italiano Carife Ferrara, recién ascendido a la Liga Italiana. Más tarde jugó para los Crabs Rimini en Italia y promedió 15.3 puntos por partido, 13.6 rebotes por partido y 3.2 robos por partido. En marzo de 2011, firmó con CSP Limoges. En el verano de 2011, firmó con Anibal Zahle del Líbano. En 2012, firmó con Sidigas Avellino de Italia. Firmó con Vaqueros de Bayamón puertorriqueño en 2013. El 4 de febrero de 2014, firmó con Virtus Bologna de Italia.
El 15 de enero de 2015, después de jugar para el equipo egipcio Zamalek, Ebi regresó a Italia después de firmar con Pallacanestro Virtus Roma.
El 28 de julio de 2015, Ebi firmó con Auxilium CUS Torino.